# Кубок України з футболу 2002—2003
У дванадцятому розіграші Кубка України з футболу сезону 2002/03 року взяли участь 64 команди. Проходив з 9 серпня 2002 року по 25 травня 2003 року.

## Учасники
| Клуби вищої ліги: | Клуби першої ліги: | Клуби другої ліги: | Клуби другої ліги: |
| - «Арсенал» (Київ) - «Волинь» (Луцьк) - «Ворскла» (Полтава) - «Динамо» (Київ) - «Дніпро» (Дніпропетровськ) - «Іллічівець» (Маріуполь) - «Карпати» (Львів) - «Кривбас» (Кривий Ріг) - «Металіст» (Харків) - «Металург» (Донецьк) - «Металург» (Запоріжжя) - «Оболонь» (Київ) - ФК «Олександрія» - «Таврія» (Сімферополь) - «Чорноморець» (Одеса) - «Шахтар» (Донецьк) | - «Арсенал» (Харків) - «Борисфен» (Бориспіль) - «Закарпаття» (Ужгород) - ФК «Вінниця» - «Зірка» (Кіровоград) - ФК «Красилів» - ФК «Миколаїв» - «Нафтовик» (Охтирка) - «Прикарпаття» (Івано-Франківськ) - «Полісся» (Житомир) - «Система-Борекс» (Бородянка) - «Сокіл» (Золочів) - «Спартак» (Суми) - «Сталь» (Алчевськ) - «ЦСКА» (Київ) | - «Авангард» (Ровеньки) - «Буковина» (Чернівці) - «Верес» (Рівне) - «Газовик-Скала» (Стрий) - «Галичина» (Дрогобич) - «Гірник-Спорт» (Комсомольськ) - «Десна» (Чернігів) - «Динамо» (Сімферополь) - «Дністер» (Овідіополь) - «Електрометалург-НЗФ» (Нікополь) - «Електрон» (Ромни) - «Енергетик» (Бурштин) - «Зоря» (Луганськ) - «Ковель-Волинь-2» (Ковель) - «Кристал» (Херсон) - «Лукор» (Калуш) - «Нафком-Академія» (Ірпінь) | - «Нафтовик» (Долина) - «Нива» (Тернопіль) - «Олімпія-АЕС» (Южноукраїнськ) - «Олком» (Мелітополь) - «Поділля» (Хмельницький) - «Рось» (Біла Церква) - ФК «Севастополь» - «Система-КХП» (Черняхів) - «Сталь» (Дніпродзержинськ) - «Техно-Центр» (Рогатин) - «Титан» (Армянськ) - «Торпедо» (Запоріжжя) - «Угольок» (Димитров) - «Чорногора» (Івано-Франківськ) - «Шахтар» (Луганськ) - «Явір» (Краснопілля) |

## Перелік матчів

### 1/32 фіналу
| 9 серпня 2002 року.            |     |                                  |             |
| «Сталь» (Дніпродзержинськ)     | 0:2 | «Шахтар» (Донецьк)               |             |
| 10 серпня 2002 року.           |     |                                  |             |
| «Енергетик» (Бурштин)          | 0:1 | «Динамо» (Київ)                  |             |
| «Ковель-Волинь-2» (Ковель)     | 1:3 | «Металург» (Донецьк)             |             |
| «Кристал» (Херсон)             | 0:1 | «Металург» (Запоріжжя)           | дч          |
| «Авангард» (Ровеньки)          | 0:3 | «Металіст» (Харків)              |             |
| «Зоря» (Луганськ)              | 1:4 | «Дніпро» (Дніпропетровськ)       |             |
| «Галичина» (Дрогобич)          | 0:1 | «Таврія» (Сімферополь)           | дч          |
| «Нива» (Тернопіль)             | 2:5 | «Карпати» (Львів)                |             |
| «Шахтар» (Луганськ)            | 1:3 | «Кривбас» (Кривий Ріг)           |             |
| «Дністер» (Овідіополь)         | 1:0 | «Металург» (Маріуполь)           |             |
| «Рось» (Біла Церква)           | 1:2 | «Ворскла» (Полтава)              |             |
| «Угольок» (Димитров)           | 0:2 | «Арсенал» (Київ)                 |             |
| «Верес» (Рівне)                | 0:2 | «Поліграфтехніка» (Олександрія)  |             |
| «Торпедо» (Запоріжжя)          | 0:3 | «Волинь» (Луцьк)                 |             |
| ФК «Севастополь»               | 0:6 | «Чорноморець» (Одеса)            |             |
| «Лукор» (Калуш)                | 1:4 | «Оболонь» (Київ)                 |             |
| «Олімпія-АЕС» (Южноукраїнськ)  | 0:2 | «Закарпаття» (Ужгород)           |             |
| «Нафтовик» (Долина)            | 1:3 | «Полісся» (Житомир)              |             |
| «Нафком-Академія» (Ірпінь)     | 2:1 | «Прикарпаття» (Івано-Франківськ) |             |
| «Десна» (Чернігів)             | 0:1 | «Сталь» (Алчевськ)               |             |
| «Титан» (Армянськ)             | 1:4 | «Нафтовик» (Охтирка)             |             |
| «Газовик-Скала» (Стрий)        | 0:1 | «Зірка» (Кіровоград)             |             |
| «Буковина» (Чернівці)          | 2:3 | ФК «Миколаїв»                    |             |
| «Динамо» (Сімферополь)         | 0:1 | «Борисфен» (Бориспіль)           |             |
| «Олком» (Мелітополь)           | 1:0 | «ЦСКА» (Київ)                    |             |
| «Електрон» (Ромни)             | 1:0 | ФК «Вінниця»                     |             |
| «Явір» (Краснопілля)           | 0:0 | «Система-Борекс» (Бородянка)     | дч, пен.4:3 |
| «Поділля» (Хмельницький)       | 1:1 | ФК «Красилів»                    | дч, пен.4:5 |
| «Гірник-Спорт» (Комсомольськ)  | 0:2 | «Спартак» (Суми)                 |             |
| «Чорногора» (Івано-Франківськ) | 0:2 | «Сокіл» (Золочів)                |             |
| «Техно-Центр» (Рогатин)        | 1:3 | «Арсенал» (Харків)               |             |
| «Система-КХП» (Черняхів)       | 2:1 | «Електрометалург-НЗФ» (Нікополь) |             |

### 1/16 фіналу
| 24 серпня 2002 року.       |     |                                 |             |
| «Система-КХП» (Черняхів)   | 0:4 | «Шахтар» (Донецьк)              |             |
| «Полісся» (Житомир)        | 0:4 | «Динамо» (Київ)                 |             |
| «Дністер» (Овідіополь)     | 2:3 | «Металург» (Донецьк)            |             |
| «Сокіл» (Золочів)          | 1:0 | «Металург» (Запоріжжя)          |             |
| ФК «Красилів»              | 1:1 | «Металіст» (Харків)             | дч, пен.3:2 |
| «Нафтовик» (Охтирка)       | 0:3 | «Дніпро» (Дніпропетровськ)      |             |
| «Арсенал» (Харків)         | 1:1 | «Таврія» (Сімферополь)          | дч, пен.5:3 |
| «Нафком-Академія» (Ірпінь) | 1:0 | «Карпати» (Львів)               |             |
| ФК «Миколаїв»              | 0:1 | «Кривбас» (Кривий Ріг)          |             |
| «Олком» (Мелітополь)       | 0:1 | «Ворскла» (Полтава)             |             |
| «Зірка» (Кіровоград)       | 2:3 | «Арсенал» (Київ)                | дч          |
| «Сталь» (Алчевськ)         | 1:1 | «Поліграфтехніка» (Олександрія) | дч, пен.4:2 |
| «Борисфен» (Бориспіль)     | 1:2 | «Волинь» (Луцьк)                |             |
| «Явір» (Краснопілля)       | 0:0 | «Чорноморець» (Одеса)           | дч, пен.7:6 |
| «Спартак» (Суми)           | 0:2 | «Оболонь» (Київ)                |             |
| «Електрон» (Ромни)         | 4:0 | «Закарпаття» (Ужгород)          |             |

### 1/8 фіналу
| 19 жовтня 2002 року.   |     |                            |    |
| «Шахтар» (Донецьк)     | 4:0 | «Електрон» (Ромни)         |    |
| «Динамо» (Київ)        | 2:0 | «Сталь» (Алчевськ)         |    |
| «Оболонь» (Київ)       | 0:1 | «Металург» (Донецьк)       |    |
| «Явір» (Краснопілля)   | 0:3 | «Дніпро» (Дніпропетровськ) |    |
| «Кривбас» (Кривий Ріг) | 1:0 | «Арсенал» (Харків)         |    |
| «Ворскла» (Полтава)    | 3:2 | «Нафком-Академія» (Ірпінь) | дч |
| «Волинь» (Луцьк)       | 3:0 | ФК «Красилів»              |    |
| 20 жовтня 2002 року.   |     |                            |    |
| «Арсенал» (Київ)       | 4:0 | «Сокіл» (Золочів)          |    |

### Чвертьфінали
|                                        | Заг. |                            | Матч 1 | Матч 2 |  |
| -------------------------------------- | ---- | -------------------------- | ------ | ------ |  |
| 16 листопада і 24 листопада 2002 року. |      |                            |        |        |  |
| «Кривбас» (Кривий Ріг)                 | 3:6  | «Шахтар» (Донецьк)         | 2:2    | 1:4    |  |
| «Динамо» (Київ)                        | 5:0  | «Ворскла» (Полтава)        | 1:0    | 4:0    |  |
| «Волинь» (Луцьк)                       | 3:2  | «Металург» (Донецьк)       | 3:0    | 0:2    |  |
| «Арсенал» (Київ)                       | 0:2  | «Дніпро» (Дніпропетровськ) | 0:0    | 0:2    |  |

### Півфінали
|                                  | Заг. |                    | Матч 1 | Матч 2 |  |
| -------------------------------- | ---- | ------------------ | ------ | ------ |  |
| 5 березня і 16 квітня 2003 року. |      |                    |        |        |  |
| «Дніпро» (Дніпропетровськ)       | 1:3  | «Шахтар» (Донецьк) | 0:0    | 1:3    |  |
| «Волинь» (Луцьк)                 | 1:7  | «Динамо» (Київ)    | 0:4    | 1:3    |  |

### Фінал
| 25 травня 2003 р. +28 °C |

| «Динамо» (Київ)           | 2:1      | «Шахтар» (Донецьк) |
| ------------------------- | -------- | ------------------ |
| Хацкевич 56' Рінкон 90+1' | протокол | Воробей 18'        |

| Київ, НСК «Олімпійський» Глядачів: 71 000 Арбітр: Андрій Шандор (Львів) |

| Володар Кубка України 2002/03 |
| ----------------------------- |
| «Динамо» (Київ) Вшосте        |

## Найкращі бомбардири
|    | Гравець             | Клуб                       | Ігри | Голи (пен.) |
| -- | ------------------- | -------------------------- | ---- | ----------- |
| 1  | Андрій Воробей      | «Шахтар» (Донецьк)         | 6    | 5 (1)       |
| 2  | Шацьких Максим      | «Динамо» (Київ)            | 7    | 5           |
| 3  | Діого Рінкон        | «Динамо» (Київ)            | 7    | 4           |
| 4  | Костянтин Балабанов | «Чорноморець» (Одеса)      | 2    | 3           |
| 5  | Сергій Левченко     | «Нафком-Академія» (Ірпінь) | 3    | 3           |
| 5  | Володимир Мусолітін | «Кривбас» (Кривий Ріг)     | 3    | 3           |
| 7  | Сергій Шевцов       | «Ворскла» (Полтава)        | 4    | 3           |
| 8  | Еммануель Окодува   | «Арсенал» (Київ)           | 5    | 3           |
| 8  | Олександр Клименко  | «Арсенал» (Київ)           | 5    | 3           |
| 10 | Сергій Назаренко    | «Дніпро» (Дніпропетровськ) | 5    | 3 (1)       |

## Підсумкова таблиця
| Етап        | Команда                          | I | В | Н | П | РМ    | О  |
| ----------- | -------------------------------- | - | - | - | - | ----- | -- |
| Володар     | «Динамо» (Київ)                  | 8 | 8 | 0 | 0 | 21−2  | 16 |
| Фіналіст    | «Шахтар» (Донецьк)               | 8 | 5 | 2 | 1 | 20−6  | 12 |
| Півфінал    | «Дніпро» (Дніпропетровськ)       | 7 | 4 | 2 | 1 | 13−4  | 10 |
| Півфінал    | «Волинь» (Луцьк)                 | 7 | 4 | 0 | 3 | 12−10 | 8  |
| 1/4 фіналу  | «Металург» (Донецьк)             | 5 | 4 | 0 | 1 | 9−6   | 8  |
| 1/4 фіналу  | «Арсенал» (Київ)                 | 5 | 3 | 1 | 1 | 9−4   | 7  |
| 1/4 фіналу  | «Кривбас» (Кривий Ріг)           | 5 | 3 | 1 | 1 | 8−7   | 7  |
| 1/4 фіналу  | «Ворскла» (Полтава)              | 5 | 3 | 0 | 2 | 6−8   | 6  |
| 1/8 фіналу  | «Оболонь» (Київ)                 | 3 | 2 | 0 | 1 | 6−2   | 4  |
| 1/8 фіналу  | «Електрон» (Ромни)               | 3 | 2 | 0 | 1 | 5−4   | 4  |
| 1/8 фіналу  | «Нафком-Академія» (Ірпінь)       | 3 | 2 | 0 | 1 | 5−4   | 4  |
| 1/8 фіналу  | «Сокіл» (Золочів)                | 3 | 2 | 0 | 1 | 3−4   | 4  |
| 1/8 фіналу  | «Арсенал» (Харків)               | 3 | 1 | 1 | 1 | 4−3   | 3  |
| 1/8 фіналу  | «Сталь» (Алчевськ)               | 3 | 1 | 1 | 1 | 2−3   | 3  |
| 1/8 фіналу  | ФК «Красилів»                    | 3 | 0 | 2 | 1 | 2−5   | 2  |
| 1/8 фіналу  | «Явір» (Краснопілля)             | 3 | 0 | 2 | 1 | 0−3   | 2  |
| 1/16 фіналу | «Чорноморець» (Одеса)            | 2 | 1 | 1 | 0 | 6−0   | 3  |
| 1/16 фіналу | «Металіст» (Харків)              | 2 | 1 | 1 | 0 | 4−1   | 3  |
| 1/16 фіналу | ФК «Олександрія»                 | 2 | 1 | 1 | 0 | 3−1   | 3  |
| 1/16 фіналу | «Таврія» (Сімферополь)           | 2 | 1 | 1 | 0 | 2−1   | 3  |
| 1/16 фіналу | «Карпати» (Львів)                | 2 | 1 | 0 | 1 | 5−3   | 2  |
| 1/16 фіналу | «Нафтовик» (Охтирка)             | 2 | 1 | 0 | 1 | 4−4   | 2  |
| 1/16 фіналу | «Дністер» (Овідіополь)           | 2 | 1 | 0 | 1 | 3−3   | 2  |
| 1/16 фіналу | «Зірка» (Кіровоград)             | 2 | 1 | 0 | 1 | 3−3   | 2  |
| 1/16 фіналу | ФК «Миколаїв»                    | 2 | 1 | 0 | 1 | 3−3   | 2  |
| 1/16 фіналу | «Борисфен» (Бориспіль)           | 2 | 1 | 0 | 1 | 2−2   | 2  |
| 1/16 фіналу | «Спартак» (Суми)                 | 2 | 1 | 0 | 1 | 2−2   | 2  |
| 1/16 фіналу | «Металург» (Запоріжжя)           | 2 | 1 | 0 | 1 | 1−1   | 2  |
| 1/16 фіналу | «Олком» (Мелітополь)             | 2 | 1 | 0 | 1 | 1−1   | 2  |
| 1/16 фіналу | «Полісся» (Житомир)              | 2 | 1 | 0 | 1 | 3−5   | 2  |
| 1/16 фіналу | «Закарпаття» (Ужгород)           | 2 | 1 | 0 | 1 | 2−4   | 2  |
| 1/16 фіналу | «Система-КХП» (Черняхів)         | 2 | 1 | 0 | 1 | 2−5   | 2  |
| 1/32 фіналу | «Поділля» (Хмельницький)         | 1 | 0 | 1 | 0 | 1−1   | 1  |
| 1/32 фіналу | «Система-Борекс» (Бородянка)     | 1 | 0 | 1 | 0 | 0−0   | 1  |
| 1/32 фіналу | «Буковина» (Чернівці)            | 1 | 0 | 0 | 1 | 2−3   | 0  |
| 1/32 фіналу | «Електрометалург-НЗФ» (Нікополь) | 1 | 0 | 0 | 1 | 1−2   | 0  |
| 1/32 фіналу | «Прикарпаття» (Івано-Франківськ) | 1 | 0 | 0 | 1 | 1−2   | 0  |
| 1/32 фіналу | «Рось» (Біла Церква)             | 1 | 0 | 0 | 1 | 1−2   | 0  |
| 1/32 фіналу | «Іллічівець» (Маріуполь)         | 1 | 0 | 0 | 1 | 0−1   | 0  |
| 1/32 фіналу | «Газовик-Скала» (Стрий)          | 1 | 0 | 0 | 1 | 0−1   | 0  |
| 1/32 фіналу | «Галичина» (Дрогобич)            | 1 | 0 | 0 | 1 | 0−1   | 0  |
| 1/32 фіналу | «Десна» (Чернігів)               | 1 | 0 | 0 | 1 | 0−1   | 0  |
| 1/32 фіналу | «Динамо» (Сімферополь)           | 1 | 0 | 0 | 1 | 0−1   | 0  |
| 1/32 фіналу | «Енергетик» (Бурштин)            | 1 | 0 | 0 | 1 | 0−1   | 0  |
| 1/32 фіналу | «Кристал» (Херсон)               | 1 | 0 | 0 | 1 | 0−1   | 0  |
| 1/32 фіналу | ФК «Вінниця»                     | 1 | 0 | 0 | 1 | 0−1   | 0  |
| 1/32 фіналу | «ЦСКА» (Київ)                    | 1 | 0 | 0 | 1 | 0−1   | 0  |
| 1/32 фіналу | «Нафтовик» (Долина)              | 1 | 0 | 0 | 1 | 1−3   | 0  |
| 1/32 фіналу | «Техно-Центр» (Рогатин)          | 1 | 0 | 0 | 1 | 1−3   | 0  |
| 1/32 фіналу | «Ковель-Волинь-2» (Ковель)       | 1 | 0 | 0 | 1 | 1−3   | 0  |
| 1/32 фіналу | «Шахтар» (Луганськ)              | 1 | 0 | 0 | 1 | 1−3   | 0  |
| 1/32 фіналу | «Верес» (Рівне)                  | 1 | 0 | 0 | 1 | 0−2   | 0  |
| 1/32 фіналу | «Угольок» (Димитров)             | 1 | 0 | 0 | 1 | 0−2   | 0  |
| 1/32 фіналу | «Гірник-Спорт» (Комсомольськ)    | 1 | 0 | 0 | 1 | 0−2   | 0  |
| 1/32 фіналу | «Олімпія-АЕС» (Южноукраїнськ)    | 1 | 0 | 0 | 1 | 0−2   | 0  |
| 1/32 фіналу | «Сталь» (Дніпродзержинськ)       | 1 | 0 | 0 | 1 | 0−2   | 0  |
| 1/32 фіналу | «Чорногора» (Івано-Франківськ)   | 1 | 0 | 0 | 1 | 0−2   | 0  |
| 1/32 фіналу | «Нива» (Тернопіль)               | 1 | 0 | 0 | 1 | 2−5   | 0  |
| 1/32 фіналу | «Зоря» (Луганськ)                | 1 | 0 | 0 | 1 | 1−4   | 0  |
| 1/32 фіналу | «Лукор» (Калуш)                  | 1 | 0 | 0 | 1 | 1−4   | 0  |
| 1/32 фіналу | «Титан» (Армянськ)               | 1 | 0 | 0 | 1 | 1−4   | 0  |
| 1/32 фіналу | «Авангард» (Ровеньки)            | 1 | 0 | 0 | 1 | 0−3   | 0  |
| 1/32 фіналу | «Торпедо» (Запоріжжя)            | 1 | 0 | 0 | 1 | 0−3   | 0  |
| 1/32 фіналу | ФК «Севастополь»                 | 1 | 0 | 0 | 1 | 0−6   | 0  |